# Менегуцци, Паоло
Па́оло Менегу́цци (итал. Paolo Meneguzzi, известен также под псевдонимом Pablo Meneguzzo, р. 6 декабря 1976) − певец и композитор, по происхождению швейцарец. Песни, исполняемые Паоло, в основном написаны на итальянском языке. В 2008 году представлял Швейцарию на конкурсе песни Евровидение.

## Творческая карьера

### 1996 − 2001
В 1996 году Паоло Менегуцци завоевал свой первый важный титул: он победил на международном конкурсе Viña del Mar в Чили с песней «Aria, Ario». В следующем году он выпускает дебютный альбом «Por Amor», за которым следует выход альбома «Paolo» в 1998 году. Это приносит ему знаменитость в Южной Америке, но в Европе он пока остается малоизвестным исполнителем.
Эта ситуация начала меняться с дебютом Паоло в молодёжной секции фестиваля Сан-Ремо в 2001 году. Он исполняет песню «Ed io non ci sto piu» и занимает 7 место. В этом же году выходит очередной альбом «Un sogno nelle mani». Следующий альбом певца «Lei è» выходит в 2003 году и сразу же получает статус «золотого».

### 2004 − 2007

Во время тура Musica

Паоло возвращается в Сан-Ремо в 2004 году и занимает 4 место с композицией «Guardami Negli Occhi (Prego)», после чего повторный выпуск предыдущего альбома с бонус-треками становится «платиновым». Паоло отправляется в свой первый тур по Италии и Швейцарии.
В 2005 году он опять участвует в Сан-Ремо с «Non Capiva Che L’Amavo» и выпускает альбом «Favola» который становится «платиновым». После очередного успешного тура Паоло приступает к работе над новым альбомом.
Первый сингл с него вновь участвует в Сан-Ремо и в этот раз с композицией «Musica» Паоло занимает 7 место. За этим следует выход альбома с таким же названием. На концерты его нового тура приходят 250 000 человек, выпускается концертный альбом. Количество «платиновых» дисков в карьере певца достигает 7.

### «Corro Via», Евровидение и Сан-Ремо
В 2008 году вышел альбом «Corro Via», Паоло вновь участвует в Сан-Ремо с песней «Grande» и занимает 6 место. Также представлял Швейцарию на Евровидении с песней «Era Stupendo», но не прошёл в финал конкурса, заняв 13 место и набрав 47 очков. Перед конкурсом в адрес Паоло поступали обвинения в плагиате песни «It can only get better» шведской певицы Эми Даймонд, которые сам Паоло опроверг. Европейский вещательный союз не признал песню плагиатом, несмотря на совпадения в аранжировке.

## Дискография

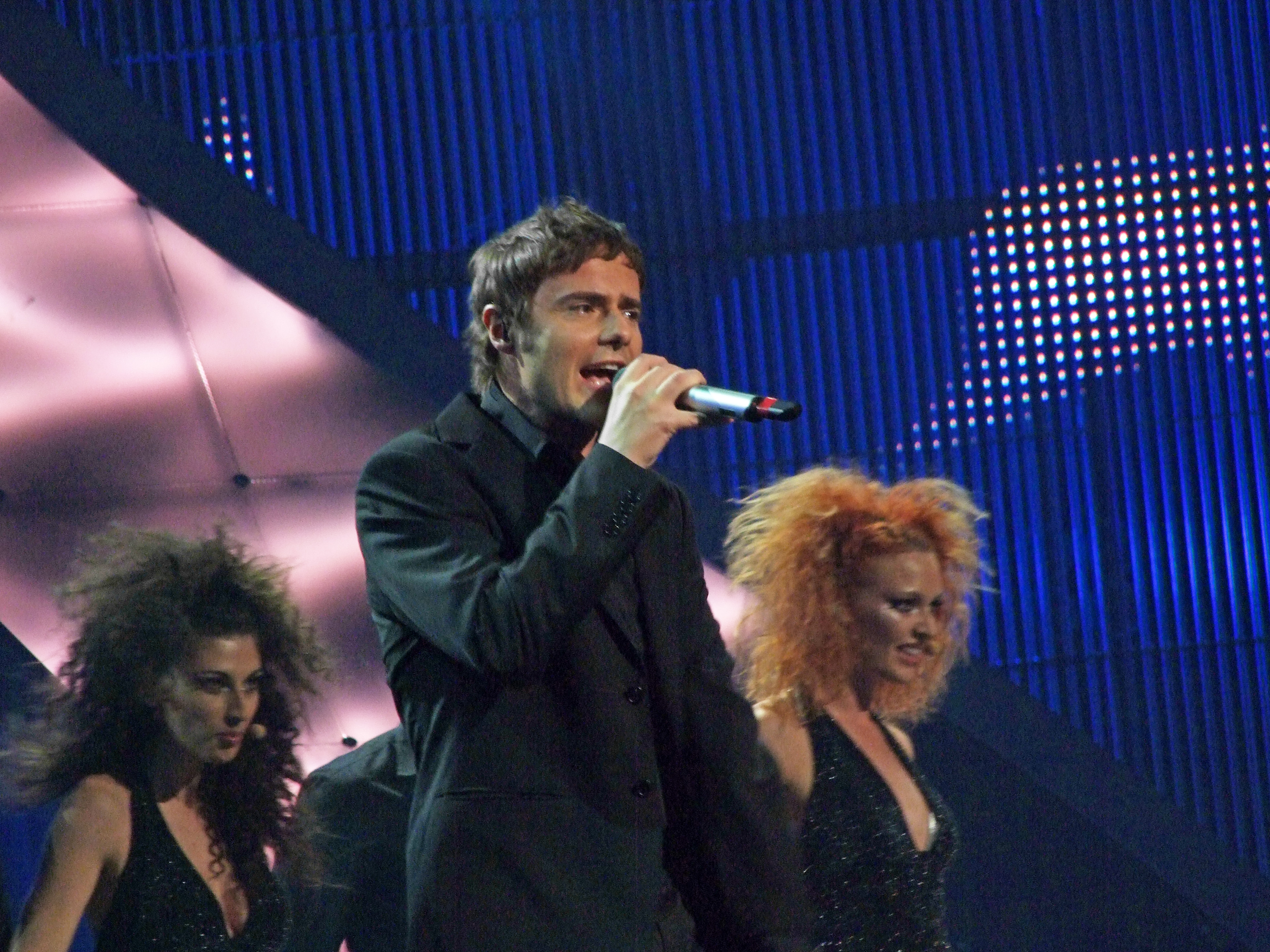
На конкурсе песни Евровидение 2008

### Студийные альбомы
- 2001 − Un sogno nelle mani
- 2003 − Lei è
- 2005 − Favola
- 2007 − Musica
- 2007 − Live musica tour
- 2008 − Corro via
- 2010 − Miami
- 2011 − Best of: Sei amore
- 2013 − Zero

### Международные студийные альбомы
- 1997 − Por amor
- 1998 − Paolo
- 1999 − Emociones
- 2001 − Un sueño entre las manos
- 2004 − Elle est
- 2006 − Ella es
- 2008 − Música
- 2012 − Mi misión

### Видеоклипы
- 1996 − Arià ariò
- 1996 − Sei la fine del mondo / Eres el fin del mundo
- 1997 − Se innamorarsi / Si enamorarse
- 1999 − Mi libre canción
- 2001 − Ed io non ci sto più / Y yo no aguanto más
- 2001 − Mi sei mancata / Tú me faltabas
- 2001 − Quel ti amo maledetto / Un condenado te amo
- 2002 − In nome dell'amore / Au nom de l'amour
- 2003 − Verofalso
- 2003 − Lei è / Ella es (Lei è) / Elle est (Lei è)
- 2004 − Guardami negli occhi (Prego) / Mirame a los ojos / Prends mon corps et ma vie
- 2004 − Baciami / Besame
- 2004 − Una regola d'amore / Una regla de amor
- 2005 − Non capiva che l'amavo
- 2005 − Sara
- 2007 − Musica / Tú eres música / Music
- 2007 − Ti amo ti odio / Te amo te odio
- 2008 − Grande
- 2008 − Era stupendo
- 2008 − Vai via
- 2010 − Imprevedibile
- 2011 − Sei amore
- 2012 − Mi misión
- 2012 − Fragile